# Lahcen Akhmis
Lahcen Akhmis (arab. لحسن أخميس, ur. 1 stycznia 1988, zm. 6 lipca 2018) – marokański piłkarz, grający jako defensywny pomocnik.

## Klub

### Początki
Zaczynał karierę w Rachad Bernoussi, gdzie występował do 2010 roku.

### Olympique Khouribga
1 lipca 2010 roku podpisał kontrakt z Olympique Khouribga.
W sezonie 2011/2012 (pierwszym w bazie Transfermarkt) zagrał 12 meczów i strzelił trzy gole.
W sezonie 2013/2014 wystąpił w 19 spotkaniach i strzelił jednego gola.

### Wydad Fès
1 lipca 2013 roku dołączył do Wydad Fès. W tym zespole debiut zaliczył 26 sierpnia 2013 roku w meczu przeciwko Kawkab Marrakesz (1:1). Zagrał całą drugą połowę. Pierwszego gola strzelił 21 września 2013 roku w meczu przeciwko Maghreb Fez (porażka 3:4). Do siatki trafił w 82. minucie. Pierwszą asystę zaliczył 5 października 2013 roku w meczu przeciwko Olympic Safi (przegrana 1:3). Asystował przy golu Redallaha El Ghazoufiego w 67. minucie. Łącznie zagrał 13 meczów, strzelił dwa gole i miał jedną asystę.

### Renaissance Berkane
13 stycznia 2014 roku podpisał kontrakt z Renaissance Berkane. W tym klubie debiut zaliczył 8 lutego 2014 roku w meczu przeciwko Olympic Safi (0:0). Na boisku pojawił się w 77. minucie, zastępując Adila Serraja. Pierwszego gola strzelił 23 lutego 2014 roku w spotkaniu przeciwko Raja Casablanca (1:1). Do siatki trafił w 16. minucie. Pierwszą asystę zaliczył 12 września 2014 roku w meczu przeciwko Olympic Safi (3:3). Asystował przy golu Mohameda Aziza w 16. minucie. Łącznie w zespole z Barkanu zagrał 68 ligowych meczów, strzelił 8 goli i miał trzy asysty.

## Śmierć
6 lipca 2018 roku Lahcen Akhmis zginął w wypadku samochodowym, jadąc do siedziby Chabab Rif Al Hoceima, z którym miał podpisać kontrakt.